# Camponotus longipalpis
Camponotus longipalpis är en myrart som beskrevs av Santschi 1926. Camponotus longipalpis ingår i släktet hästmyror, och familjen myror. Inga underarter finns listade.